# Kaya Köstepen
Kaya Köstepen (Aydın, 12 dicembre 1934 – Istanbul, 29 giugno 2011) è stato un calciatore turco, di ruolo centrocampista.

## Palmarès

### Club

#### Competizioni nazionali
- Campionato turco: 5

Beşiktaş: 1957, 1958, 1959-1960, 1965-1966, 1966-1967
- Supercoppa di Turchia: 1

Beşiktaş: 1967